# Trichura monstrabilis
Trichura monstrabilis är en fjärilsart som beskrevs av Klages 1906. Trichura monstrabilis ingår i släktet Trichura och familjen björnspinnare. Inga underarter finns listade i Catalogue of Life.